# Цариградска българска духовна семинария
Цариградска българска духовна семинария е средно духовно училище (семинария), създадено от Българската екзархия, през учебната 1892-1893 година, след преместването на свещеническото училище от Одрин в Цариград.

## Дейност
По идея на екзарх Йосиф I през учебната 1883-1884 е открито българско свещеническо училище в Одрин. През следващата учебна година такова училище е открито и в Прилеп, но то просъществува само една година и е преместено и слято с Одринското. След упорити настоявания от страна на Екзархията то е преместено в Цариград, като е открито официално на 22 септември 1891 година в квартал Фенер, при църквата “Свети Стефан”. В началото на учебната 1892 - 1893 година духовното училище е отделено от четирикласното и става самостоятелно. За пръв негов ректор е назначен архимандрит Методий Кусев. През учебната 1895-1896 година семинарията става пълна, шесткласна и в нея се изучават 31 предмета. В нея постъпват за обучение главно млади българи от Македония и Одринско и много малка част от свободна България. Почти всички семинаристи са пълни степендианти на Екзархията и в продължение на шест години се учат, хранят и обличат за нейна сметка.
С ескалирането на военните действия по време на Балканската война, през ноември 1912 година започва евакуацията на семинаристите с руски кораби за Бургас и Варна, а с австрийски – за Пирея и оттам за родните им места в Македония. По-късно цариградските семинаристи довършват образованието си в Софийската семинария или в Бачковското свещеническо училище, открито през 1910 година. На 27 ноември 1913 година последният ректор на семинарията – архимандрит Инокентий Софийски е принуден да напусне Цариград. Като отговарящ за семинарското имущество е оставен йеромонах Ириней.
За периода 1900 – 1913 година около 200 младежи завършват семинарията и стават учители, свещеници, монаси, служители в екзархийската и митрополитските канцеларии. Някои от тях продължават образованието си главно в руски духовни академии. Измежду възпитаниците на Цариградска духовна семинария изпъкват имената на редица български църковни и просветни дейци. От 1891 до 1912 година Цариградска българска духовна семинария дава двадесет випуска.

## Преподаватели и възпитаници

### Ректори
- Методий Кусев (1892 – 1894)
- Станимир Станимиров (1894 – 1897)
- Георги Кандиларов (1897 – 1899)
- Неофит Николов (септември 1900 – 1905)
- Константин Самарджиев (1905 – 1908)
- Иларион Арабаджиев (1908 – 1910)
- Инокентий Софийски (1911 – 1913)

### Преподаватели
- Георги Стоянов
- Кирил Рилски
- Коста Николов
- Методий Охридски
- Стефан I
- Стоян Тилков
- Христо Караманджуков
- Христо Попов

### Възпитаници на Цариградска българска духовна семинария
Сред по-известните възпитаници са:
- Антим Ловчански, български митрополит
- Борис Неврокопски, български митрополит
- Георги Попбогданов, български революционер
- Горазд, български архимандрит
- Евлогий Светиев, български архимандрит
- Евтимий Сапунджиев, български богослов, архимандрит и професор
- Иван Марковски, български богослов, професор
- Иван Снегаров, български историк, академик
- Иларион Нишавски, български епископ
- Йосиф Чешмеджиев, български композитор и фолклорист
- Климент Кьосев, български архимандрит
- Миле Попйорданов, български революционер
- Михаил Монев, български революционер
- Неофит Видински, български митрополит
- Паисий Врачански, български митрополит
- Панарет Брегалнишки, български епископ
- Софроний Великотърновски, български митрополит
- Харитон Драговитийски, български епископ
- Христо Шалдев, български революционер и общественик